# Lužnice (reka)
Lužnice (nemško Lainsitz) je 204 km dolga reka, ki izvira v Avstriji, a večinoma teče po ozemlju Češke (200 km). Porečje zajema 4.226 km². Izliva se v Vltavo.
Pomembnejša naselja vzdolž reke so: Gmünd, České Velenice, Třeboň, Veselí nad Lužnicí, Soběslav, Tábor, Bechyně in Týn nad Vltavou.